# Pirapora (ort)
Pirapora är en ort i Brasilien.   Den ligger i kommunen Pirapora och delstaten Minas Gerais, i den sydöstra delen av landet, 400 km sydost om huvudstaden Brasília. Pirapora ligger 502 meter över havet och antalet invånare är 51 656.
Terrängen runt Pirapora är platt. Pirapora är det största samhället i trakten.
Omgivningarna runt Pirapora är huvudsakligen savann. Runt Pirapora är det ganska tätbefolkat, med 93 invånare per kvadratkilometer.